# Baniana trigrammos
Baniana trigrammos är en fjärilsart som beskrevs av Paul Mabille 1881. Baniana trigrammos ingår i släktet Baniana och familjen nattflyn. Inga underarter finns listade i Catalogue of Life.